# Matelea pleistantha
Matelea pleistantha är en oleanderväxtart som först beskrevs av Donn. Smith, och fick sitt nu gällande namn av Louis Otho Otto Williams. Matelea pleistantha ingår i släktet Matelea och familjen oleanderväxter. Inga underarter finns listade i Catalogue of Life.